# Michael Morhaime
Michael Morhaime (8 juni 1967, Verenigde Staten) was bestuursvoorzitter en medeoprichter van Blizzard Entertainment, een bedrijf in Irvine (Californië) dat computerspellen ontwikkelt en in 1991 als Silicon & Synapse werd opgericht.

## Spellen
| Titel                                     | Jaar          | Genre                                     |               |
| Producent van                             | Producent van | Producent van                             | Producent van |
| ----------------------------------------- | ------------- | ----------------------------------------- | ------------- |
| World of Warcraft                         | 2004          | MMORPG                                    |               |
| World of Warcraft: The Burning Crusade    | 2007          | MMORPG                                    |               |
| World of Warcraft: Wrath of the Lich King | 2008          | MMORPG                                    |               |
| World of Warcraft: Cataclysm              | 2010          | MMORPG                                    |               |
| Diablo II                                 | 2000          | Hack and slash computer role-playing game |               |
| Diablo II: Lord of Destruction            | 2001          | Hack and slash computer role-playing game |               |
| StarCraft                                 | 1998          | Real-time strategy                        |               |
| StarCraft: Brood War                      | 1998          | Real-time strategy                        |               |
| StarCraft II: Wings of Liberty            | 2010          | Real-time strategy                        |               |
| StarCraft II: Heart of the Swarm          | 2013          | Real-time strategy                        |               |
| Warcraft II: Tides of Darkness            | 1995          | Real-time strategy                        |               |
| Ontwikkelaar van                          |               |                                           |               |
| Warcraft: Orcs & Humans                   | 1994          | Real-time strategy                        |               |
| Diablo                                    | 1998          | Hack and slash computer role-playing game |               |
| Battle.net                                | 1998          | Online dienst                             |               |